# Casa Santacana i Rovira
La Casa Santacana i Rovira és un edifici del municipi de Vilafranca del Penedès (Alt Penedès) que forma part de l'Inventari del Patrimoni Arquitectònic de Catalunya.

## Descripció
És una casa entre mitgeres, formada per planta baixa, un pis i golfes, amb coberta de teula àrab. La distribució de les obertures és irregular. Hi ha un cap d'animal esculpit a la part superior de la façana. Possiblement casa de tolerància. Posteriorment en restauració.

## Història
L'edifici està situat al centre de Vilafranca del Penedès, prop dels conjunts històrics i de les zones de terciarització, en una zona de considerable clama i d'arquitectura heterogènia. La casa presenta característiques formals de construcció d'origen gòtic popular.